# Victoria County (Texas)
Victoria County je okres ve státě Texas v USA. K roku 2010 zde žilo 86 793 obyvatel. Správním městem okresu je Victoria. Celková rozloha okresu činí 2 302 km².